# Magen David Adom

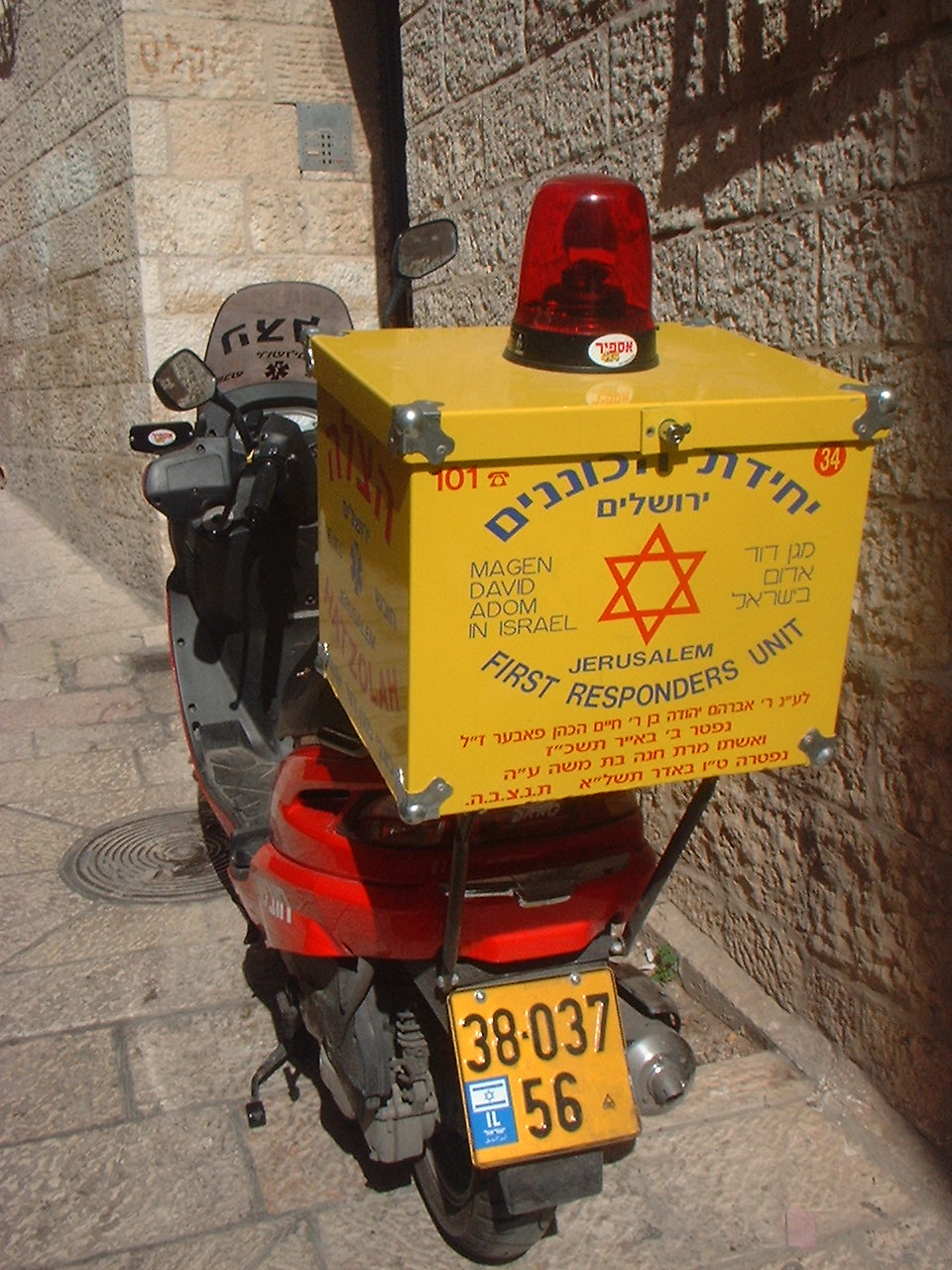
Motorroller des Magen David Adom in Jerusalem

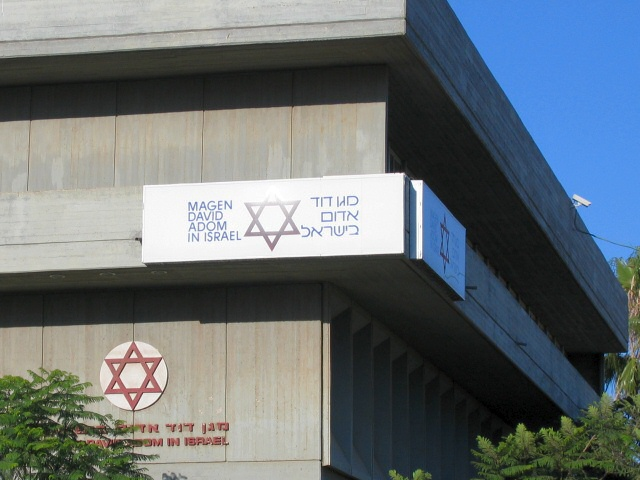
Magen David Adom in Tel Aviv

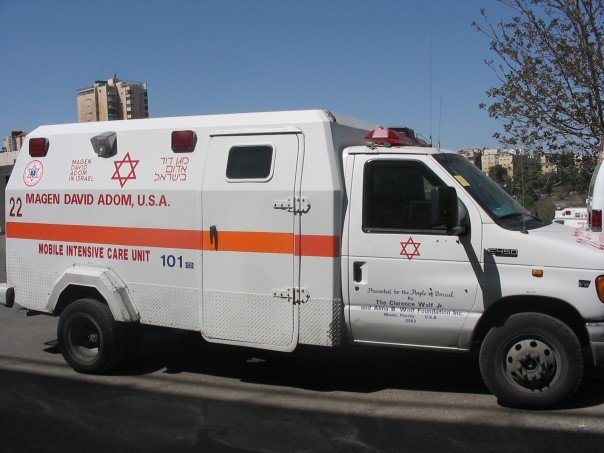
Kugelsicherer Rettungswagen des Magen David Adom in Jerusalem 2006

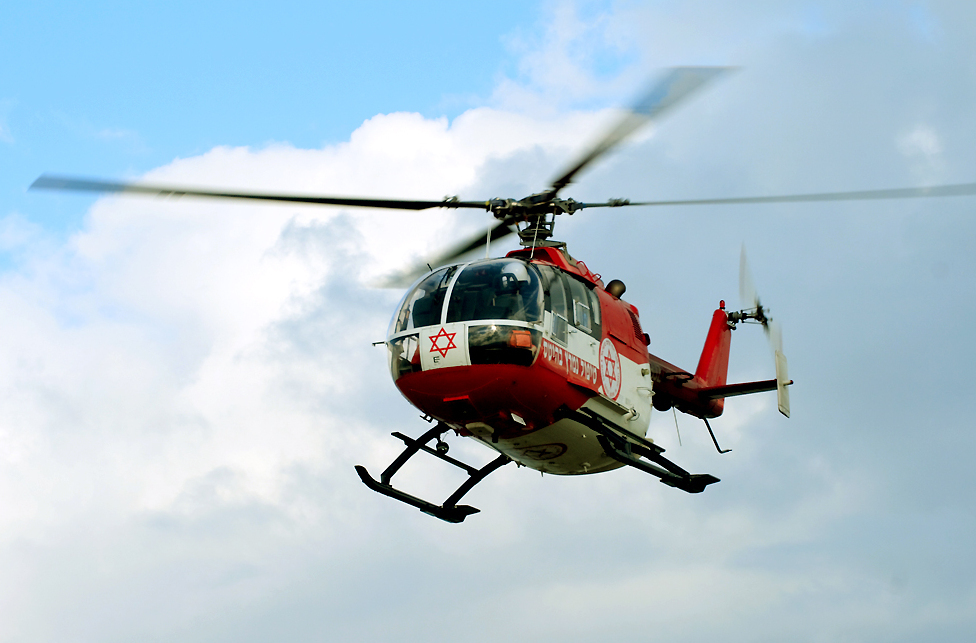
Rettungshubschrauber MBB Bo 105s des Magen David Adom

Magen David Adom (MDA, hebräisch: מגן דוד אדום, deutsch: Roter Schild Davids oder auch Roter Davidstern) ist die zentrale Hilfsorganisation in Israel und nationale Gesellschaft des ICRC. Sie ist seit der Gründung des Staates Israel in staatlichen Auftrag für Krankentransport-, Notfallrettungs- und Blutspendedienste verantwortlich. Magen David Adom beschäftigt 2200 hauptamtliche Angestellte, weitere 23.800 Freiwillige helfen mit, die 116 Stationen und 1087 Rettungswagen, Notfallmotorräder und Blutspendefahrzeuge sowie 2 Rettungshubschrauber zu betreiben, die über das Land verteilt sind. MDA arbeitet mit der Hilfsorganisation United Hatzalah zusammen. Außerdem unterstützt MDA die israelischen Verteidigungsstreitkräfte als Zusatzeinheit und hat damit eine militärische Abteilung. Sitz der MDA ist Tel Aviv.
Magen David Adom bemühte sich seit seiner Gründung um die Anerkennung als nationale Gesellschaft im Sinne der Genfer Konventionen und um die Aufnahme in die Internationale Rotkreuz- und Rothalbmond-Bewegung (IKRK). In der Praxis wurde dies aufgrund von Unstimmigkeiten über das Symbol der MDA jedoch erst 2006 erreicht und der Rote Kristall als zusätzliches neutrales Schutzzeichen etabliert.

## Geschichte
„Magen David Adom“ (MDA), deutsch „Roter Schild Davids“, wurde geschichtlich zweimal gegründet: 1918, gegen Ende des Ersten Weltkriegs in Europa und das zweite Mal im Jahr 1930 im heutigen Israel durch Mitglieder der Alija und Zionistischen Bewegung.
Der jüdische Arzt Moses Erlanger gründete 1915 im schweizerischen Luzern einen Verein zur Hilfe für Verwundete und jüdische Gefangene, die in der Jüdischen Legion als Freiwillige die Briten während des Ersten Weltkriegs im Kampf gegen die Osmanen unterstützten. 1916 nahm die erste jüdische Rettungsorganisation organisatorisch Gestalt an und führte zur Gründung von MDA in Jaffa in Palestina und in New York. Nach dem Konzept von Erlanger sollte die MDA-Gesellschaft ausschließlich als Freiwilligenorganisation fungieren. Ärzte, Krankenschwestern, Sanitäter und Ehrenamtliche sollten nach seiner Idee in den separaten jüdischen Regimentern verletzten Soldaten medizinische Hilfe leisten, jedoch auch der lokalen Bevölkerung bei Unfällen und im Katastrophenfall helfen. Mit dem Ende des Ersten Weltkriegs wurde die Jüdische Legion aufgelöst und im Zuge dessen im Jahr 1922 auch die Magen-David-Adom-Gesellschaft.
Gegründet wurde die heutige MDA als freiwillige Notfallrettungsstation am 7. Juni 1930 in Tel Aviv von sieben Ärzten, Mitgliedern der Hagana und Privatpersonen. 1931 wurde in Haifa eine zweite MDA-Gruppe gegründet, 1934 in Jerusalem eine dritte. Ein Jahr später folgte die Umwandlung von MDA in eine landesweite Organisation. Bereits in dieser Zeit wurde MDA von den britischen Verwaltungsbehörden wie eine Rotkreuz-Gesellschaft behandelt, darüber hinaus fungierte MDA als Sanitätsdienst der Hagana. 1948 unterzeichnete Israel wenige Wochen nach seiner Gründung die Genfer Konventionen. Darüber hinaus gab die israelische Regierung die Absicht bekannt, MDA als nationale Gesellschaft Israels im Sinne der Konventionen anzuerkennen. Die Unterzeichnung der Genfer Konventionen erfolgte allerdings mit der Einschränkung, als Schutzzeichen den Roten Davidstern anstelle des Roten Kreuzes oder des Roten Halbmonds zu verwenden. Nur zwei Staaten, der Libanon sowie die USA bei ihrer Ratifizierung der Genfer Konventionen am 2. August 1955, lehnten diese Einschränkung offiziell ab.
Bei der diplomatischen Konferenz im Jahr 1949, auf der die Neufassung der Genfer Konventionen beschlossen wurde, gab es hinsichtlich der Schutzzeichen drei Vorschläge. Die Niederlande brachten einen Antrag ein, der ein neues, einheitliches Schutzzeichen an Stelle der drei bis dahin anerkannten Zeichen vorsah. Von der 17. Internationalen Rotkreuz-Konferenz, die ein Jahr zuvor in Stockholm stattgefunden hatte, stammte der Vorschlag, das Rote Kreuz erneut zum einzigen anerkannten Schutzzeichen zu bestimmen und damit den Roten Halbmond und den Roten Löwen mit roter Sonne wieder aus den Konventionen zu streichen. Darüber hinaus kam von Israel der Vorschlag, den Roten Davidstern als zusätzliches Schutzzeichen zu den bestehenden drei Zeichen aufzunehmen. Die beiden erstgenannten Vorschläge wurden nach einer entsprechenden Debatte ohne Abstimmung verworfen, ebenso ein daraufhin eingebrachter Vorschlag Burmas, jedem Land beziehungsweise jeder nationalen Gesellschaft die freie Entscheidung über ihr Emblem zu überlassen. Der israelische Vorschlag wurde zunächst innerhalb eines entsprechenden Ausschusses der Konferenz mit 21 zu zehn Stimmen bei acht Enthaltungen abgelehnt. Auch weitere Abstimmungen im Plenum erbrachten mit 22 zu 21 bei sieben Enthaltungen und 24 zu 18 bei drei Enthaltungen keine Mehrheit für die Anerkennung des Roten Schilds Davids.
Im Jahr 1950 wurde von der Knesset ein Gesetz verabschiedet, das MDA die exklusive Verantwortung in Israel für die Bereiche Notfallrettung, Krankentransport, Katastrophenschutz, Breitenausbildung in Erster Hilfe und Blutspendedienste übertrug. Darüber hinaus ist MDA nach diesem Gesetz verpflichtet, im Falle eines Krieges den Sanitätsdienst der israelischen Armee bei der Versorgung von Verwundeten und Flüchtlingen zu unterstützen. Mit diesem Gesetz kamen MDA damit die typischen Aufgaben zu, die in anderen Ländern von den nationalen Rotkreuz- und Rothalbmond-Gesellschaften wahrgenommen werden.
Die Erweiterung der Genfer Konventionen um weitere Schutzzeichen mit religiösem oder nationalem Bezug wurde in der Folgezeit wiederholt vom Internationalen Komitee vom Roten Kreuz abgelehnt, beispielsweise auch entsprechende Anfragen aus Indien und Sri Lanka. Das IKRK ist jedoch durch die Anerkennung einer Reihe von nationalen Rothalbmond-Gesellschaften auch mehrfach von der 1949 ursprünglich vorgesehenen Vorgehensweise abgewichen, dass nach 1949 gegründete nationale Gesellschaften nur bei Verwendung des Roten Kreuzes anerkannt würden. Bei der diplomatischen Konferenz von 1974 bis 1977, auf der das erste und zweite Zusatzprotokoll zu den Genfer Konventionen beschlossen wurden, brachte Israel erneut einen Vorschlag zur Ergänzung der Konventionen ein. Dieser sah die Anerkennung des Roten Davidsterns als Schutzzeichen vor in Gebieten, in denen er bereits durch längeren Gebrauch etabliert war. Dieser Vorschlag wurde jedoch im weiteren Verlauf der Konferenz von der israelischen Delegation ohne Abstimmung zurückgezogen, da die erneute Ablehnung wahrscheinlich erschien.
Am 8. Mai 2001, dem Weltrotkreuz- und Rothalbmondtag, erhielt MDA zusammen mit dem Palästinensischen Roten Halbmond den „Lisl und Leo Eitinger Preis für Menschenrechte“ der Universität Oslo für die Zusammenarbeit zwischen beiden Organisationen zugunsten der Menschlichkeit unter schwierigen Bedingungen. Symbolischer Ausgangspunkt dieser Kooperation war die gemeinsame Versorgung von zehn bei einem Verkehrsunfall verwundeten israelischen Soldaten und ihres palästinensischen Fahrers durch Rettungskräfte beider Organisationen im Oktober 2000.

## Kontroverse um die Aufnahme in das IKRK

Der Rote Kristall

Der Rote Schild Davids innerhalb des Roten Kristalls

Aufgrund der Kontroverse um das von MDA verwendete Zeichen war die Organisation bis Juni 2006 keine vom IKRK anerkannte nationale Gesellschaft. Der Grund dafür war Artikel 4 der Statuten der Bewegung, der die Verwendung eines der in den Genfer Konventionen anerkannten Schutzzeichen als eine von zehn Voraussetzungen für die Anerkennung vorsieht. Wegen der Nichtanerkennung durch das IKRK war MDA bis Juni 2006 auch kein Vollmitglied in der Internationalen Föderation der Rotkreuz- und Rothalbmond-Gesellschaften, sondern hatte in der Generalversammlung der Föderation nur Beobachter-Status. Aufgrund seiner exzellenten Arbeit und der Anerkennung der Grundsätze der Bewegung durch MDA besaß die Organisation jedoch trotz dieser Einschränkung ein hohes Ansehen innerhalb der Bewegung und war auf vielfältige Weise in deren Aktivitäten eingebunden. Sowohl das IKRK als auch die Internationale Föderation waren auch vor 2006 schon durch Repräsentanten in Israel vertreten, um mögliche Kooperationen mit MDA abzustimmen.
Im Dezember 2005 kam es im Rahmen einer diplomatischen Konferenz in Genf zur Annahme eines dritten Zusatzprotokolls zu den Genfer Konventionen. Dieses sieht die Einführung eines Roten Kristalls als zusätzliches neutrales Schutzzeichen vor. Das Protokoll wurde im Vorfeld sowohl von Israel als auch Magen David Adom ausdrücklich befürwortet. Kurz vor der Konferenz wurde zwischen MDA und dem Palästinensischen Roten Halbmond ein Abkommen unterzeichnet, das die Zuständigkeiten und die Zusammenarbeit in den palästinensischen Gebieten regelt. Im Rahmen der Konferenz kam es dann überraschend zu Forderungen Syriens nach einem ähnlichen Abkommen für den Syrischen Roten Halbmond und dessen Zugang zu den Golanhöhen. Intensive Verhandlungen zwischen MDA und der syrischen Delegation unter Vermittlung des IKRK erbrachten jedoch keine einvernehmliche Lösung. Aus diesem Grund wurde das dritte Zusatzprotokoll nicht im Konsens, sondern nach einer Abstimmung mit einem Ergebnis von 98 zu 27 bei zehn Enthaltungen beschlossen.
Das dritte Zusatzprotokoll ermöglicht Magen David Adom, als Kennzeichen innerhalb der Grenzen Israels weiterhin den Roten Schild Davids zu verwenden. Bei humanitären Hilfseinsätzen im Ausland kann MDA nach Absprache mit dem betreffenden Land als Kennzeichen entweder sein Emblem innerhalb des Roten Kristalls oder aber den Roten Kristall ohne zusätzliches Kennzeichen verwenden. Ebenso wird der Rote Kristall zukünftig von israelischer Seite als Schutzzeichen bei bewaffneten Konflikten verwendet werden. Im Juni 2006 wurden im Rahmen der 29. Internationalen Rotkreuz- und Rothalbmond-Konferenz die Statuten der Internationalen Bewegung um den Roten Kristall als zusätzliches gleichberechtigtes Kennzeichen erweitert. Die entsprechenden Änderungen wurden dabei von den anwesenden 178 Delegationen nationaler Gesellschaften und 148 Delegationen von Vertragsstaaten der Genfer Konventionen mit 237 Ja-Stimmen und 54 Gegenstimmen bei 18 Enthaltungen angenommen. Das IKRK beschloss auf der Basis dieser Entscheidung die Anerkennung von MDA und des Palästinensischen Roten Halbmondes als nationale Hilfsgesellschaften. Darüber hinaus wurden beide Organisationen als Vollmitglieder in die Internationale Föderation der Rotkreuz- und Rothalbmond-Gesellschaften aufgenommen.
Als Folge dieser Abkommen zog sich MDA offiziell aus dem Westjordanland und Ostjerusalem zurück. Fahrzeuge, die noch immer für Siedlungen verwendet werden, gehören nicht mehr der Organisation selbst, sondern einem eigens gegründeten „Rettungsdienst für Judäa und Samaria“. Diesem wurde im August 2011 die Verwendung des roten Davidsterns untersagt, im Juni 2013 auch kurzzeitig die Verwendung der entsprechenden Rettungswesten. Jeder dieser Schritte wurde von der Siedlerbewegung scharf kritisiert. Trotz dieser Trennung sind die Symbole und Logos immer noch in Verwendung. Da die Sanitäter oft radikale Siedler sind, gibt es immer wieder Kritik an Rettungskräften, die sich weigern, verwundete palästinensische Attentäter zu versorgen.